# Scopula patularia
Scopula patularia är en fjärilsart som beskrevs av Walker 1866. Scopula patularia ingår i släktet Scopula och familjen mätare. Inga underarter finns listade.